# Oskar Werner

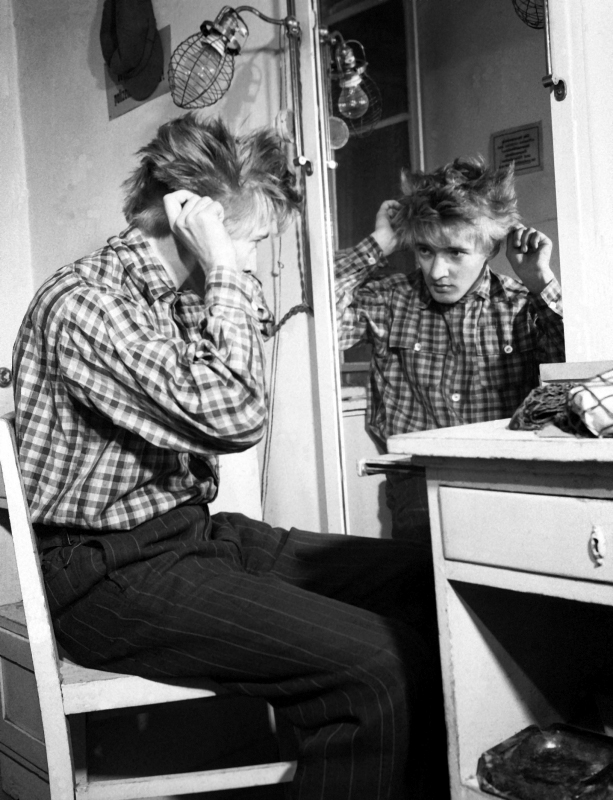
Oskar Werner in der Garderobe des Theaters in der Josefstadt, 1949

Oskar Werner (* 13. November 1922 in Wien; † 23. Oktober 1984 in Marburg an der Lahn; bis 1946 Oskar Josef Bschließmayer) war ein österreichischer Film- und Bühnenschauspieler. Er wirkte in zahlreichen internationalen Filmproduktionen mit.

## Leben

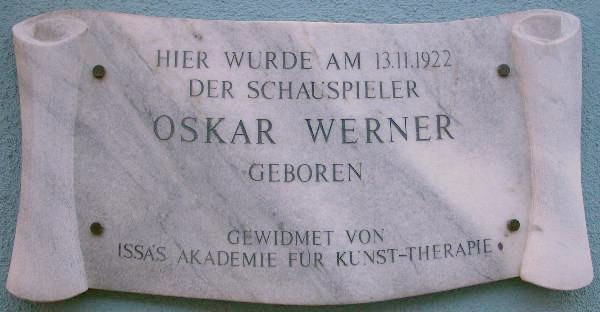
Gedenktafel in der Marchettigasse 1A, Mariahilf, Wien

Oskar Werner wurde in Gumpendorf, dem westlichen Teil des 6. Wiener Gemeindebezirks, Mariahilf, in der Marchettigasse 1A geboren. (Fünf Häuserblöcke weiter, am Anfang der Garbergasse, besteht seit 2003 der Oskar-Werner-Platz.) Der Sohn einer Fabrikarbeiterin und eines Versicherungsvertreters wuchs nach der frühen Scheidung seiner Eltern in einfachen Verhältnissen bei Mutter und Großmutter auf. Als er acht Jahre alt war, versuchte seine Mutter, sich das Leben zu nehmen.
Als 15-Jähriger wurde Werner Zeuge der Novemberpogrome 1938. Unter diesem Eindruck engagierte sich Werner zeitlebens als erklärter Pazifist gegen Nationalismus und Antisemitismus.
Schon während seiner Schulzeit spielte Oskar Werner Rollen am Schultheater. Es folgten frühe Komparsenrollen bei Filmproduktionen: So hatte Werner kleinere Auftritte in zeittypischen Filmen wie Geld fällt vom Himmel (1938) oder Hotel Sacher (1939). Dazu kamen erste Sprechrollen im Rundfunk, beim Kabarett und am Theater. Die Schule verließ Oskar Werner nach nicht bestandener Matura ohne Abschluss.

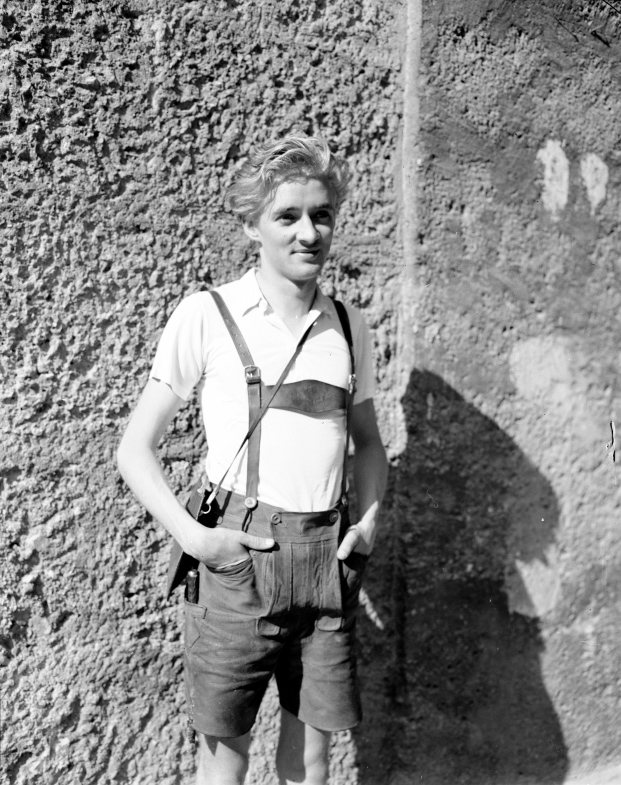
Oskar Werner (1. Juli 1947)

Nach seiner Schulzeit wurde er zum Reichsarbeitsdienst eingezogen. Am 1. Oktober 1941 erhielt Werner am Wiener Burgtheater ein Engagement. Sein Arbeitsvertrag wurde in den folgenden Jahren durch die Einberufung zum Dienst im Heer immer wieder beeinträchtigt: „Aus Rücksicht auf eine mögliche Einberufung zum Wehrmachtsdienst werden Werners Verträge [mit dem Wiener Burgtheater, d.V.] bis 1941 immer nur für einen Monat abgeschlossen, 1942 muß Werner zum Heer einrücken und wird tageweise nach Anforderung auf Arbeitsurlaub zur Verfügung gestellt.“
Auf Betreiben des Wiener Burgtheaters sollte für Oskar Werner eine Unabkömmlichkeitsstellung durchgesetzt werden, was jedoch erfolglos blieb. Daher entzog sich Oskar Werner 1945 dem Kriegsdienst in der Wehrmacht durch Desertion und Flucht nach Baden im Wienerwald. Dorthin begleiteten ihn seine damalige Ehefrau Elisabeth Kallina sowie beider 1944 geborene Tochter Eleonore.

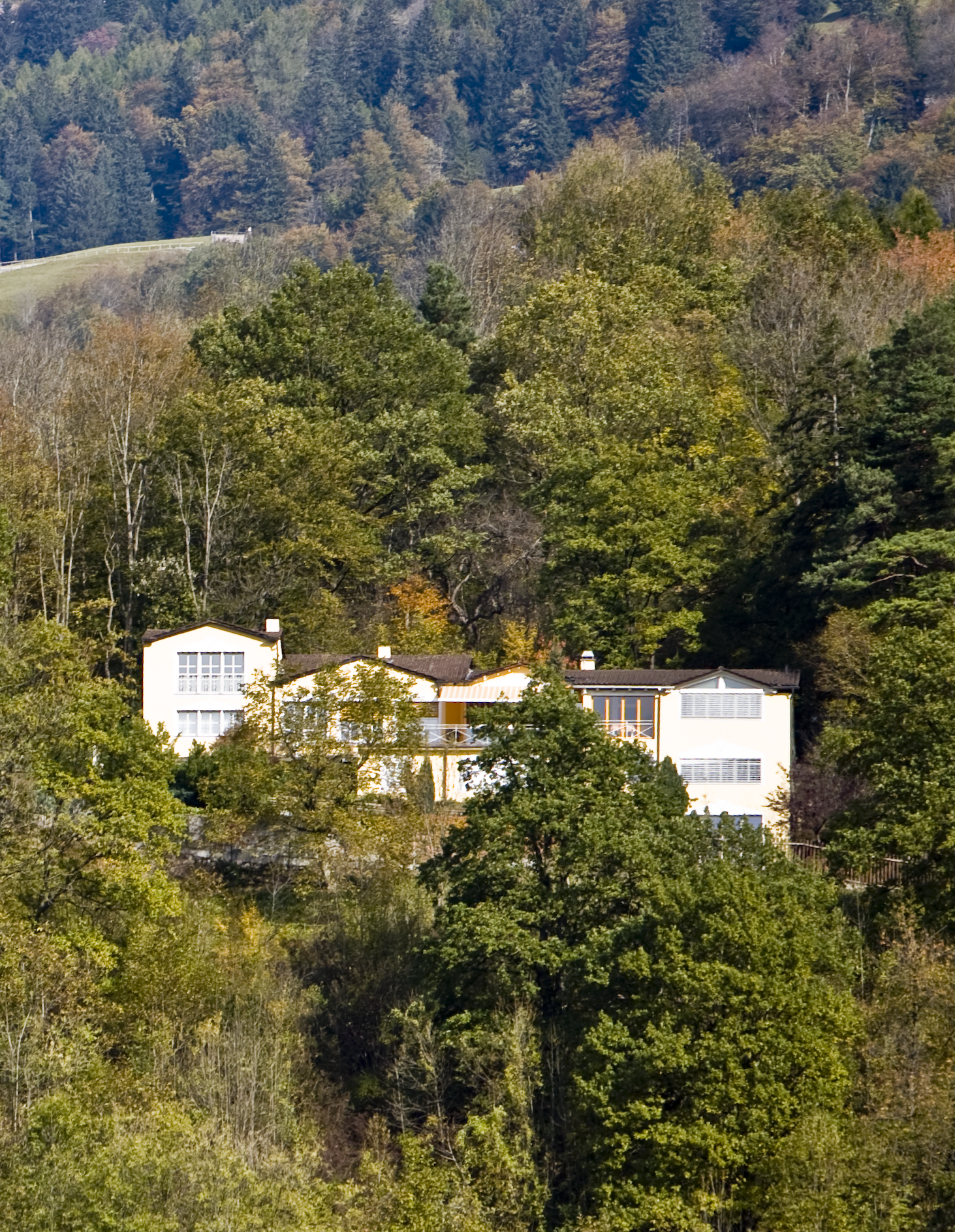
Oskar Werners Liechtensteiner Wohnhaus (2009) „Teixlburg“

Unmittelbar nach Kriegsende spielte Oskar Werner wieder am Burgtheater im Ronacher. Werner legte nun auch seinen bürgerlichen Familiennamen Bschließmayer ab. Diesem Wunsch wurde am 4. Oktober 1946 amtlich entsprochen.
1949 begann Werner seine internationale Karriere beim Film mit der österreichisch-britischen Produktion Der Engel mit der Posaune (1949). Nach weiteren Filmrollen unterzeichnete er einen Vertrag über eine siebenjährige Zusammenarbeit mit dem Produzenten Darryl F. Zanuck in Hollywood. Dieser wurde jedoch von den Vertragspartnern vorzeitig aufgelöst.
1952 erwarb er in der Gemeinde Triesen in Liechtenstein ein Grundstück und baute darauf ein Haus, das 1974 wesentlich erweitert wurde. An der Pforte zu seinem Grundstück hing ein Schild mit der Aufschrift: „Gewährt, daß ich ersuche, keine unangesagten Besuche. Private – no visitors please.“ Neben diesem Anwesen besaß er noch weitere Immobilien in Thallern (einem Teil von Krems), in der Wachau (Niederösterreich) und in Paris sowie Grundstücke in Spanien.
1954 heiratete Oskar Werner – von Elisabeth Kallina bereits geschieden – seine zweite Ehefrau Anne Power, die von Tyrone Power adoptierte Tochter der französischen Schauspielerin Annabella. Aus einer späteren Beziehung mit Diana Anderson wurde 1966 der Sohn Felix Florian Werner geboren. Diana Anderson war die Tochter der US-Schauspielerin Joan Bennett, die in den 1940er Jahren unter der Regie von Fritz Lang zur Femme Fatale des Film Noir wurde (The Woman in the Window, Scarlet Street, Secret Beyond the Door).
Von 1970 bis 1979 war Werner mit der Schauspielerin Antje Weisgerber liiert. 1978 kehrte Werner an das Theater in der Josefstadt zurück. Ab 1980 lebte er wieder in Wien und in Thallern bei Krems an der Donau.

### Letzte Lebensjahre
Die letzten Lebensjahre des oft als schwierig und exzentrisch beschriebenen Werner wurden von Depressionen und seiner fortschreitenden Alkoholkrankheit überschattet. Er hielt Lesungen und Rezitationsabende ab und organisierte aus eigener Tasche 1983 die erste österreichische Gedenkfeier im ehemaligen KZ Mauthausen. Am 22. Jänner 1984 veranstaltete er im Wiener Palais Auersperg in Eigenregie und ohne jede Unterstützung eine „Gedenkfeier für die Juden“. In Liechtenstein scheiterte er  – wie zuvor schon in Innsbruck – mit seinen Theaterfestspielen: In Tirol verwenden sie die Bretter des Lebens nur zum Skifahren.
Auch ein Faust-Projekt mit dem ORF, der staatlichen Radio- und Fernsehanstalt Österreichs, konnte nicht realisiert werden: Obwohl Werner dieses Projekt minutiös vorbereitete, sämtliche Kosten berechnet hatte – damals wäre für 55 Tage Drehzeit ein Gesamtbudget von 3 Millionen Schilling für den ORF bezahlbar gewesen – und alle Schauspieler zugesagt hatten, verlangte Fernsehintendant Wolf In der Maur nach eineinhalbjährigen Verhandlungen von Werner, dem ORF die „Gestaltung der endgültigen Fassung betreffend Schnitt, Kürzungen, Szenenumstellung, Titelveränderung“ vertraglich zu sichern. Das war für Werner nicht erfüllbar (Robert Dachs).
In Wien besaß Werner in seinen letzten Lebensjahren eine Wohnung im 8. Bezirk, Trautsongasse 3. Burgtheaterdirektor Achim Benning hatte ihn 1983 dazu gewonnen, die Titelrolle in Shakespeares Julius Cäsar zu übernehmen; das Stück wäre dazu von Pavel Kohout bearbeitet worden. Werner, dem die Regie versprochen worden war, sprach in seiner Wohnung das ganze Stück auf Band und klebte ein Plakat mit der Aufschrift Cäsars geheimes Feldlager an seine Wohnungstür. Das schon vorher geplante Oskar-Werner-Festival in der Wachau wurde vom dortigen Bürgermeister massiv behindert und belastete Werner nicht nur finanziell. Die für Dezember 1983 geplante Julius-Cäsar-Premiere kam nicht mehr zustande, angeblich weil Benning die Absprachen ändern wollte.

### Tod und Beisetzung

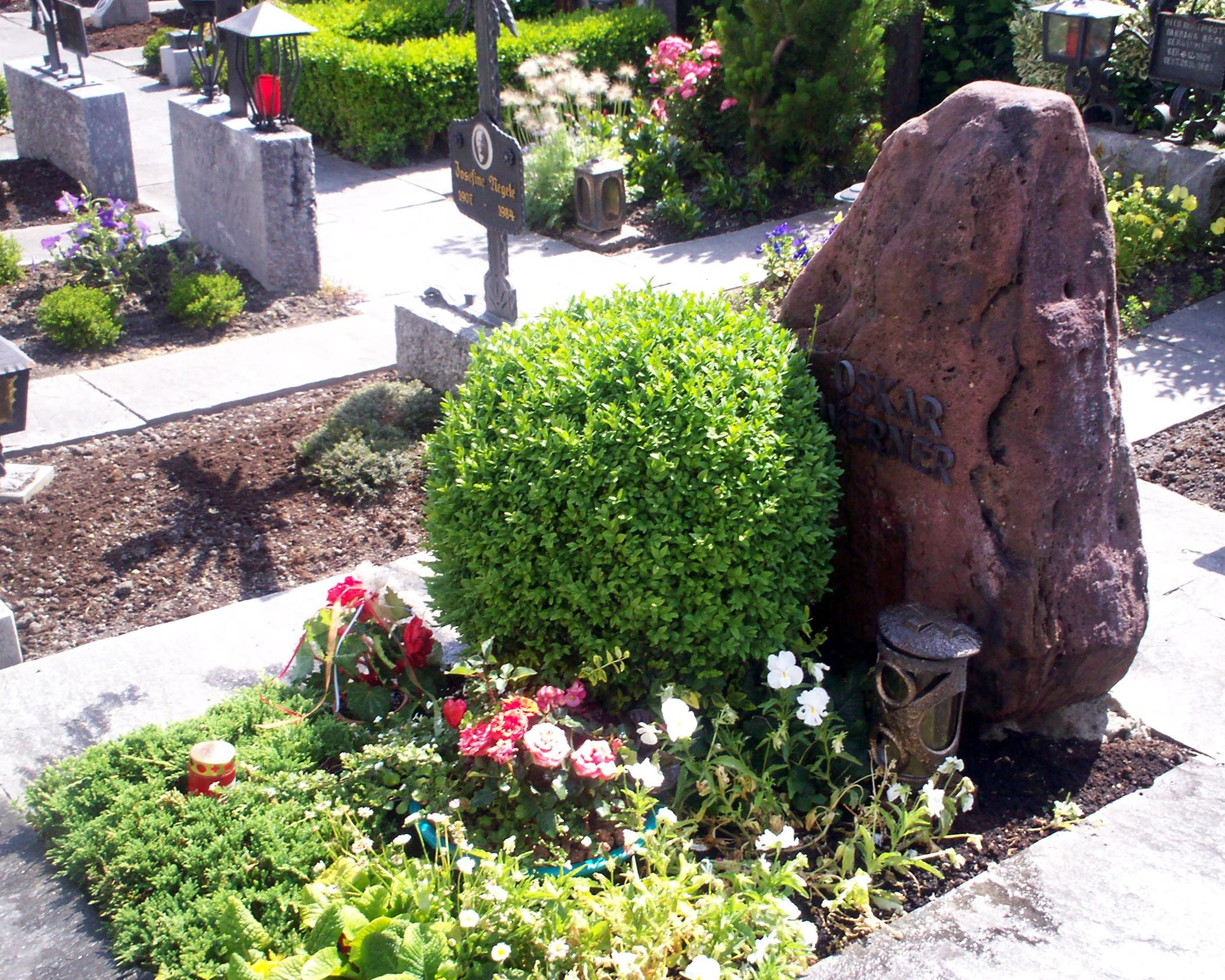
Ehemalige Grabstätte von Oskar Werner am Friedhof Triesen

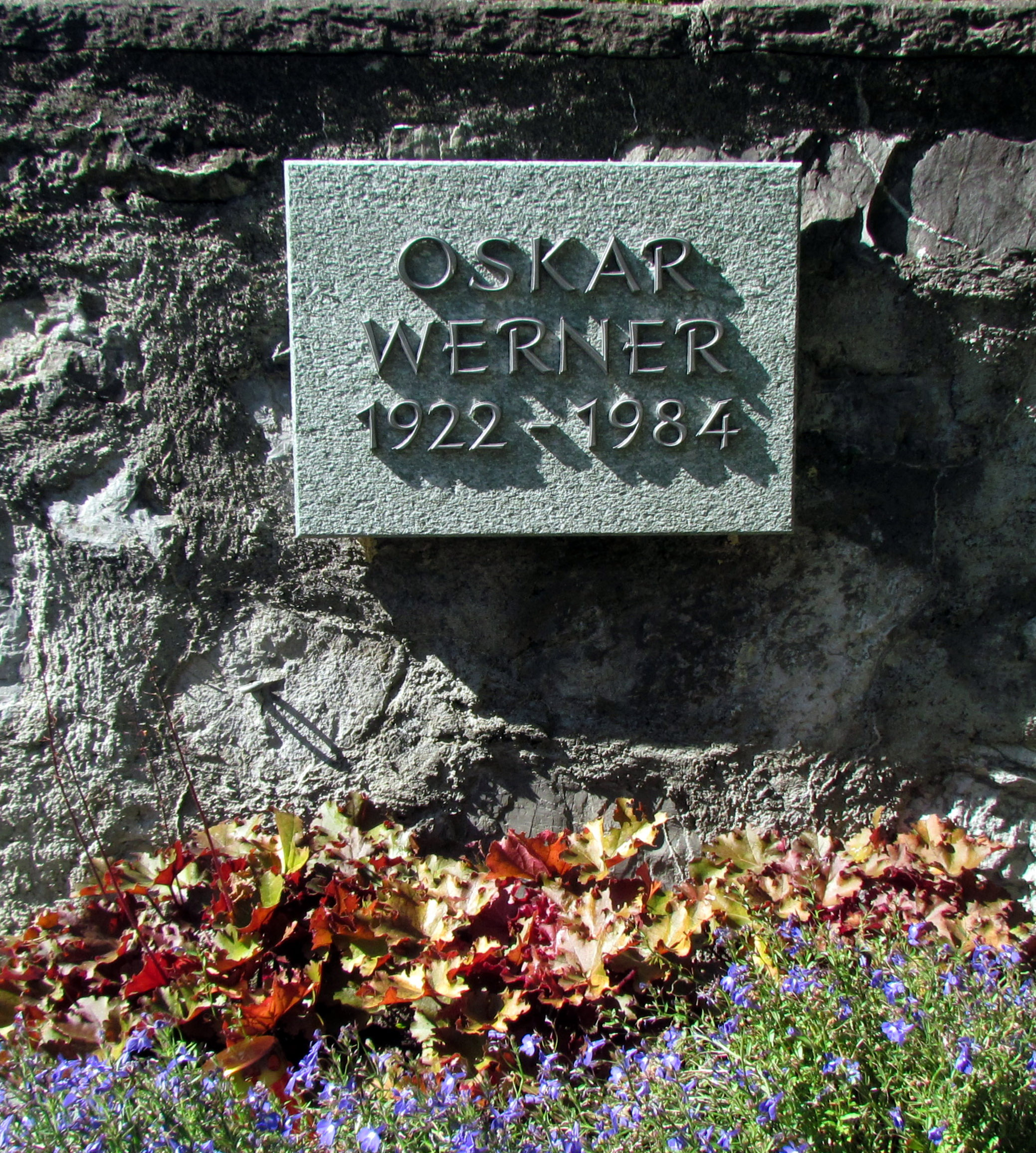
Tafel an der heutigen Grabstätte von Oskar Werner am Friedhof Triesen

1984 starb Werner mit 61 Jahren in einem Hotel in Marburg an der Lahn an einem Herzinfarkt, als er sich auf eine Rezitationstournee durch die Bundesrepublik Deutschland vorbereitete.
Schon zu Lebzeiten hatte er dafür gesorgt, dass er in Triesen beigesetzt würde, wo er viele Jahre, die Anonymität suchend, zurückgezogen gelebt hatte, und nicht in Wien, wo er ein Ehrengrab erhalten hätte. Seine ursprüngliche Grabstätte besteht nicht mehr. 2011 wurden seine sterblichen Überreste exhumiert, eingeäschert und die Urne an der südwestlichen Friedhofsecke an der Friedhofsmauer beigesetzt.
Werner wählte für sich selbst den Spitznamen Teixl und nannte sein Liechtensteiner Haus Teixlburg. Im Wiener Dialekt ist Teixl das Wort für Teufel.

### Gedenken
Eine Gedenktafel an seinem Geburtshaus wurde von der ISSA – Akademie für ganzheitliche Kunsttherapie gespendet.
In seinem ehemaligen Wohnort Thallern bei Krems erinnert der Oskar-Werner-Weg und in Wien-Mariahilf der Oskar-Werner-Platz an ihn.

## Werdegang

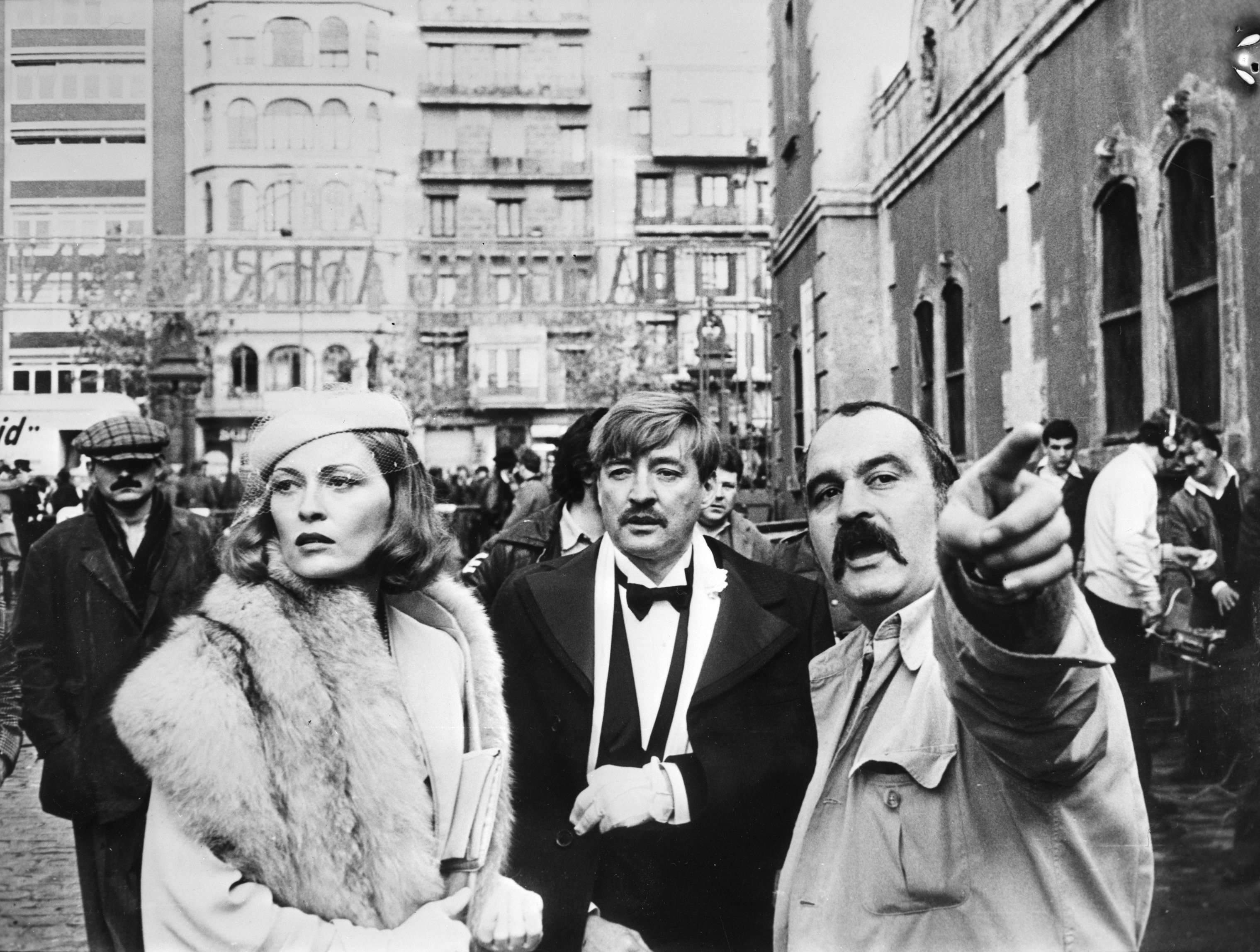
Oskar Werner (Mitte) mit Faye Dunaway und Regisseur Stuart Rosenberg bei den Dreharbeiten zu Reise der Verdammten in Barcelona (1976)

Erste Berührung mit dem Theater hatte Werner bereits während seiner Wiener Schulzeit bei Schüleraufführungen. 1938 und 1939 folgen Komparsenauftritte für Filmproduktionen. 1941 debütierte der Schauspieler unter seinem Künstlernamen Oskar Werner am Wiener Burgtheater in einem Stück von Erwin Guido Kolbenheyer. Im Oktober des gleichen Jahres wurde er zum Dienst in der Wehrmacht eingezogen. Regelmäßige Freistellungen für Arbeitsurlaub ermöglichten ihm jedoch, weiterhin Rollen am Burgtheater zu spielen. Durch den Schließungserlass der Nationalsozialisten, der die Schließung aller deutschen Theater im Reich zur Folge hatte, drohte Werner die Versetzung an die Front. Dieser entzog er sich durch Flucht mit seiner Familie aus Wien.
Nach Ende des Zweiten Weltkriegs stand Werner am 17. Mai 1945 in einem Stück von August von Kotzebue wieder auf der Bühne des Etablissement Ronacher, das nach der Zerstörung des Wiener Burgtheaters als Ausweichbühne diente. In den Jahren bis 1948 blieb er am Burgtheater in Wien, spielte auch auf Tourneen in der benachbarten Schweiz. 1947 begannen die Vorbereitungen zur ersten großen Filmrolle. Der Engel mit der Posaune wurde für den Schauspieler zu einem großen Erfolg, für den er aber ohne vertragliche Grundlage vom Burgtheater in Wien zu Dreharbeiten nach London abreiste. Dem folgte die fristlose Kündigung durch das Burgtheater im Jahr 1949.
1950 erhielt er in Hollywood einen 7-Jahres-Vertrag von der 20th Century Fox, der schon 1951 wieder aufgelöst wurde; in dieser Zeit spielte er die eindrückliche Hauptrolle in dem oscar-nominierten Anti-Kriegsfilm Entscheidung vor Morgengrauen. Im Lauf der 1950er Jahre wurde Werner als Theater- und Filmschauspieler zu einem der führenden Darsteller seiner Generation. 1955 spielte er bei der Wiedereröffnung des Wiener Burgtheaters im sogenannten „Jahrhundert-Don-Carlos“ in Schillers Don Carlos die Titelrolle an der Seite von Werner Krauß, der den König Philipp II. spielte. 1958 gestaltete er für das Fernsehen den Film Ein gewisser Judas. Werner führte Regie und spielte darin die Rolle des Judas. Darin machte er seine kritische Haltung gegenüber der christlichen Religion deutlich. 1959 kehrte er ans Burgtheater zurück. Werner bezeichnete die von ihm verehrten Schauspieler Werner Krauß und Alma Seidler als seine „Wahleltern“, er stand mit beiden gemeinsam auf der Bühne.
1962 gelang Werner in François Truffauts Kultfilm Jules und Jim der internationale Durchbruch. Werner und Truffaut verband seitdem eine Freundschaft. 1964 spielte er neben einer internationalen Starbesetzung in Das Narrenschiff und erhielt dafür seine einzige Oscar-Nominierung. 1965 lieferte er sich in Der Spion, der aus der Kälte kam ein faszinierendes darstellerisches Duell mit Richard Burton, wofür er einen Golden Globe als bester Nebendarsteller gewann. In Truffauts Verfilmung der pessimistischen Zukunftsvision Fahrenheit 451 von Ray Bradbury war er 1966 als Feuerwehrmann Montag zu sehen, der bei Bücherverbrennungen eingesetzt wird. Der Film bedeutete jedoch das Ende der Freundschaft zwischen Truffaut und Werner. Die beiden hatten ein völlig entgegengesetztes Bild der Rolle. Werner, ein Zeitzeuge von Hitlers Bücherverbrennungen, wollte die Bedeutung der Literatur für die Bewusstwerdung des Menschen und das Verbrechen der Bücherverbrennung deutlicher darstellen. Im Laufe der Dreharbeiten begann Werner zunehmend Truffauts Entscheidungen zu hinterfragen und seine Anweisungen zu ignorieren. Gegen Ende der Dreharbeiten wurde Werner sogar mit dem Vorwurf der Sabotage einzelner Szenen konfrontiert.
Unter der Regie von Kevin Billington verkörperte Oskar Werner 1968 im Film Zwischenspiel den Dirigenten Stefan Zelter. Neben Anthony Quinn war Oskar Werner 1968 als zweifelnder Pater David Telemond im Film In den Schuhen des Fischers zu sehen. Er erhielt weitere Angebote wie von Stanley Kubrick, der ihm die Hauptrolle in einer wegen finanzieller Engpässe nie verwirklichten Verfilmung der Lebensgeschichte Napoleon Bonapartes anbot. Kubrick drehte dann 1971 Uhrwerk Orange, das Werner aufgrund seiner expliziten Gewaltdarstellung für problematisch hielt. So kam auch eine Zusammenarbeit beim nächsten Kubrick-Film Barry Lyndon (1975) für den unbestechlichen Schauspieler, der über 300 Rollenangebote als „Verrat am künstlerischen Geschmack“ ablehnte, nicht mehr in Frage.
Ab 1968 stand Werner nur noch dreimal vor der Kamera: 1974 spielte er einen Offizier in Die Akte Odessa. 1975 spielte er als Peter Falks Widersacher den Schurken „Harold Van Wyck“ in der Episode „Playback“ der Krimiserie „Columbo“, 1976 trat er in „Reise der Verdammten“ als „Dr. Egon Kreisler“ auf.
Neben seinen schauspielerischen Erfolgen erlangte Werner große Bekannt- und Beliebtheit durch seine unverwechselbare Stimme, die mit ihrer sanften, poetischen Modulation und der charakteristischen Wiener Sprachfärbung noch heute eine besondere Faszination ausstrahlt. Diese kommt gerade auch in den Hörspielproduktionen und Leseinszenierungen zur Geltung, in denen er als Sprecher mitwirkte, und die in seinem letzten Lebensabschnitt eine immer größer werdende Rolle einnahmen. Werners Stimme wird bis heute immer wieder in Werbung und Kabarett parodiert.

## Filmografie, Theater, Rezitation

### Filmrollen
- 1938: Geld fällt vom Himmel; Regie: Heinz Helbig
- 1939: Hotel Sacher; Regie: Erich Engel
- 1939: Leinen aus Irland; Regie: Heinz Helbig
- 1948: Der Engel mit der Posaune; Regie: Karl Hartl
- 1949: Eroica; Regie: Walter Kolm-Veltée
- 1950: The Angel with the Trumpet; Regie: Anthony Bushell (offiziell), Karl Hartl (nicht genannt)
- 1950: Ruf aus dem Äther / Piraten der Berge; Regie: Georg C. Klaren
- 1950: Ein Lächeln im Sturm; Regie: René Chanas
- 1950: Entführung ins Glück; Regie: Karl Hartl
- 1950: Das gestohlene Jahr; Regie: Wilfried Fraß
- 1951: Entscheidung vor Morgengrauen (Decision Before Dawn); Regie: Anatole Litvak
- 1955: Spionage; Regie: Franz Antel
- 1955: Der letzte Akt; Regie: Georg Wilhelm Pabst
- 1955: Mozart; Regie: Karl Hartl
- 1955: Lola Montez (Lola Montès); Regie: Max Ophüls
- 1958: Ein gewisser Judas; Regie: Oskar Werner (unter dem Pseudonym Erasmus Nothnagel)
- 1962: Jules und Jim (Jules et Jim); Regie: François Truffaut
- 1964: Torquato Tasso; Regie: Josef Gielen
- 1965: Das Narrenschiff (Ship of Fools); Regie: Stanley Kramer
- 1965: Der Spion, der aus der Kälte kam (The Spy Who Came In from the Cold); Regie: Martin Ritt
- 1966: Fahrenheit 451 (Fahrenheit 451); Regie: François Truffaut
- 1968: Zwischenspiel (Interlude); Regie: Kevin Billington
- 1968: In den Schuhen des Fischers (The Shoes of the Fisherman); Regie: Michael Anderson
- 1974: Die Akte Odessa (The Odessa File); Regie: Ronald Neame
- 1975: Columbo: Playback (Playback); Regie: Bernard L. Kowalski
- 1976: Reise der Verdammten (Voyage of the Damned); Regie: Stuart Rosenberg

### Filmregie
- 1960: Ein gewisser Judas. Als Regisseur benutzte Oskar Werner das Pseudonym Erasmus Nothnagel.[16]

### Theater
- 1941: 1. Argonaut in Das goldene Vlies von Franz Grillparzer; Regie: Leon Epp, Die Komödie
- 1941: Giuliano Mocenigo in Heroische Leidenschaften von Erwin Guido Kolbenheyer; Regie: Adolf Rott, Burgtheater
- 1941: Hans Herzberg in Justitia von Rudolf Holzer; Regie: Ulrich Bettac, Burgtheater
- 1941: Peter Irle in Das Prinzip von Hermann Bahr; Regie: Philipp Zeska, Akademietheater
- 1942: Gottfried Friedborn in Das Käthchen von Heilbronn von Heinrich von Kleist; Regie: Herbert Waniek, Burgtheater
- 1942: Sebastian in Was ihr wollt von William Shakespeare; Regie: Herbert Waniek, Burgtheater
- 1942: Alexander Farnese in Don Karlos von Friedrich Schiller; Regie: Karl-Heinz Stroux, Burgtheater
- 1942: Bauernbursch Lipp in Der Franzl von Hermann Bahr; Regie: Philipp Zeska, Burgtheater
- 1942: Sohn in Florian Geyer von Gerhart Hauptmann; Regie: Lothar Müthel, Burgtheater
- 1943: Florindo in Die Zwillinge aus Venedig von Carlo Goldoni; Regie: Philipp Zeska, Akademietheater
- 1943: Schüler in Kollege Crampton von Gerhart Hauptmann; Regie: Ulrich Bettac, Akademietheater
- 1943: Francisco in Maximilian von Mexico von Fritz Helke; Regie: Herbert Waniek, Burgtheater
- 1943: Fludribus in Der böse Geist Lumpacivagabundus von Johann Nestroy; Regie: Josef Gielen, Burgtheater
- 1943: Knechtl in Erde von Karl Schönherr; Regie: Philipp Zeska, Akademietheater
- 1943: Kunstakademiker Popper in College Crampton von Gerhart Hauptmann; Regie: Ulrich Bettac, Akademietheater
- 1943: Hanno von Luthenbach in Gregor und Heinrich von Erwin G. Kolbenheyer; Regie: Adolf Rott, Burgtheater
- 1943: Fabio in Don Gil von den grünen Hosen von Tirso de Molina; Regie: Herbert Waniek, Akademietheater
- 1943: Einen Bauernknaben in Wallensteins Lager von Friedrich Schiller; Regie: Paul Riedy, Burgtheater
- 1944: Ein österreichischer Leutnant in Die beiden Klingsberg von August von Kotzebue; Regie: Ulrich Bettac, Akademietheater
- 1944: Aikos in Iphigenie in Delphi von Gerhart Hauptmann; Regie: Lothar Müthel, Burgtheater
- 1944: Marchbanks in Candida von George Bernard Shaw; Regie: Adolf Rott, Akademietheater
- 1944: Ein Page in Maria Stuart von Friedrich Schiller; Regie: Lothar Müthel, Burgtheater
- 1944: Ewald, ein Dichter in Die unheilbringende Zauberkrone von Ferdinand Raimund; Regie: Herbert Waniek, Burgtheater
- 1944: Giselher in Der Nibelunge Not von Max Mell; Regie: Lothar Müthel, Burgtheater
- 1945: Schani in Die beiden Klingsberg von August von Kotzebue; Regie: Ulrich Bettac, Burgtheater im Ronacher
- 1945: Der Spielansager in Jedermann von Hugo von Hofmannsthal; Regie: Lothar Müthel, Burgtheater im Ronacher
- 1945: Ein Artist in Die Thompson Brothers von Irma Stein und Hans Frank; Regie: Herbert Waniek, Akademietheater
- 1945: Der junge Hollunder in Liliom von Ferenc Molnár; Regie: Philipp Zeska, Burgtheater im Ronacher
- 1945: Sohn Michael in Die andere Mutter von Klara Bilhary; Regie: Hans Lietzau, Akademietheater
- 1946: Clitander in Der Misanthrop von Jean-Baptiste Molière; Regie: Philipp Zeska, Redoutensaal in der Hofburg
- 1946: Ein stymphalischer Vogel in Kalypso von Franz Theodor Csokor; Regie: Herbert Waniek, Burgtheater im Ronacher
- 1946: Berg, Handlungsreisender in Unverhofft von Johann Nestroy; Regie: Philipp Zeska, Akademietheater
- 1946: Leporell in Über allen Zaubern Liebe von Pedro Calderón de la Barca; Regie: Oscar Fritz Schuh, Redoutensaal in der Hofburg
- 1947: Schufterle in Die Räuber von Friedrich Schiller; Regie: Walter Felsenstein, Burgtheater im Ronacher
- 1947: Beppino in Madame l'archiduc von Jacques Offenbach; Regie: Herbert Waniek, Redoutensaal in der Hofburg
- 1947: Ein Maler in Der böse Geist Lumpacivagabundus von Johann Nestroy; Regie: Josef Gielen, Burgtheater im Ronacher
- 1947: Kaiser Franz Josef in Sissy (Operette) von Fritz Kreisler; Regie: Ernst und Hubert Marischka, Raimundtheater
- 1947: Armedée Legros in Mit achtzehn Jahren von Roger Ferdinand; Regie: Herbert Waniek, Akademietheater
- 1947: Joseph in Die Frau des Potiphar von Alexander Lernet-Holenia; Regie: Oskar Wälterlin, Salzburger Festspiele
- 1947: Kind Richard in Verwirrungen der Jugend von Eugene O’Neill; Regie: Günther Haenel, Volkstheater
- 1948: Ein Schüler in Faust I von Johann Wolfgang von Goethe; Regie: Ewald Balser, Burgtheater im Ronacher
- 1948: Nils in So war Mama von Johann von Druten; Regie: Herbert Waniek, Akademietheater
- 1948: Der Kinderkönig in Der Turm von Hugo von Hofmannsthal; Regie: Leopold Lindtberg, Burgtheater im Ronacher
- 1948: Amandus in Jugend von Max Halbe; Regie: Oskar Werner, Akademietheater
- 1948: Hartmann in Des Teufels General von Carl Zuckmayer; Regie: Max Paulsen, Burgtheater im Ronacher
- 1948: Jacques in Der Feigling von Henri-René Lenormand; Regie: Oskar Werner, Akademietheater
- 1948: Jacques in Verkündigung von Paul Claudel; Regie: Josef Friedrich Fuchs, Akademietheater
- 1948: Brackenburg in Egmont von Johann Wolfgang von Goethe; Regie: Ernst Lothar, Burgtheater im Ronacher
- 1949: Zweiter Bürger in Julius Caesar von William Shakespeare; Regie: Josef Gielen, Burgtheater im Ronacher
- 1949: Der Lehrer in Aurélie von Marcel Pagnol; Regie: Herbert Waniek, Akademietheater
- 1949: Ben Alexander in Mein Herz ist im Hochland von William Saroyan; Regie: Rudolf Steinboeck, Theater in der Josefstadt
- 1950: Prinz in Léocadia von Jean Anouilh; Regie: Rudolf Steinboeck, Theater in der Josefstadt
- 1951: Louis Creveaux in Der Gesang im Feuerofen von Carl Zuckmayer; Regie: Josef Gielen, Burgtheater im Ronacher
- 1952: Saint-Just in Dantons Tod von Georg Büchner; Regie: Oskar Wälterlin, Schauspielhaus Zürich
- 1953: Titelrolle  in Hamlet, Prinz von Dänemark von William Shakespeare; Regie: Lothar Müthel, Städtische Bühnen Frankfurt am Main
- 1953: Titelrolle in Prinz Friedrich von Homburg von Heinrich von Kleist; Regie: Lothar Müthel, Städtische Bühnen Frankfurt am Main
- 1955: Titelrolle in Don Karlos von Friedrich Schiller; Regie: Josef Gielen, Burgtheater
- 1956: Titelrolle in Hamlet, Prinz von Dänemark von William Shakespeare; Regie: Lothar Müthel, Theater in der Josefstadt
- 1957: Titelrolle Hans, der Bachus in Bacchus von Jean Cocteau; Regie: Josef Gielen, Österreich/BRD/Schweiz, Europäisches Tourneetheater, Der Guckkasten
- 1958: Titelrolle in Hamlet, Prinz von Dänemark von William Shakespeare; Regie: Lothar Müthel, Österreich/BRD, Tourneetheater, Der Grüne Wagen
- 1959: Küchenjunge Leon in Weh dem, der lügt! von Franz Grillparzer; Regie: Harald Benesch, Landestheater Innsbruck
- 1960: Prinz Heinrich von Wales in Heinrich IV. von William Shakespeare; Regie: Leopold Lindtberg, Burgtheater
- 1960: Titelrolle in Torquato Tasso von Johann Wolfgang von Goethe; Regie: Josef Gielen, Akademietheater
- 1960: Thomas Becket in Becket oder Die Ehre Gottes von Jean Anouilh; Regie: Leopold Lindtberg, Burgtheater
- 1961: Titelrolle in Heinrich V. von William Shakespeare; Regie: Leopold Lindtberg, Burgtheater
- 1961: Titelrolle in Orpheus von Felix Braun; Regie: Josef Gielen, Bregenzer Festspiele
- 1970: Titelrolle in Hamlet, Prinz von Dänemark von William Shakespeare; Regie: Oskar Werner, Salzburger Festspiele
- 1983: Titelrolle in Prinz Friedrich von Homburg von Heinrich von Kleist; Regie: Oskar Werner, Brauhof, Krems (Oskar-Werner-Festival Wachau)

Quelle: Robert Dachs, Oskar Werner – Ein Nachklang, Kremayr & Scheriau, ISBN 3-218-00478-0.

### Theaterensemble Oskar Werner
- 1959: Ferdinand in Kabale und Liebe von Friedrich Schiller; Regie: Josef Gielen, Landestheater Innsbruck (Innsbrucker Schauspielwochen, Gastspiel Theaterensemble Oskar Werner)
- 1959: Ferdinand in Kabale und Liebe von Friedrich Schiller; Regie: Josef Gielen, BRD/Wien; Theaterensemble Oskar Werner
- 1963: Titelrolle in Torquato Tasso von Johann Wolfgang von Goethe; Regie: Josef Gielen, Wien/BRD/Paris; Theaterensemble Oskar Werner
- 1964: Zum Shakespeare-Jahr 1964 bereitete das Theaterensemble Oskar Werner Shakespeares Hamlet und Romeo und Julia vor.

### Rezitation
- Alle unten stehenden 1966er Aufnahmen als LP bei Polydor International GmbH. Neu erschienen 1993 für „Bibliothek Heliodor“, Titel: Werner spricht Gedichte.
- 1961: Paris: Christus Visionen (6 Gedichte Rilkes für die Deutsche Grammophon Gesellschaft, neu erschienen in „Literarisches Archiv Deutsche Grammophon“)
- 1961: Stuttgart: Oskar Werner liest Knut Hamsuns Roman Hunger. Produktion: Süddeutscher Rundfunk, neu erschienen: 2002, ORF.
- 1966: Gedichte von Eduard Mörike: 1. Gelassen stieg die Nacht ans Land, 2. Tödlich graute mir der Morgen, 3. Wenn ich, von Deinem Anschaun, 4. Der Spiegel dieser treuen braunen Augen, 5. Was doch heut Nacht ein Sturm gewesen, 6. Ja mein Glück, das lang gewohnte
- 1966: Gedichte von Heinrich Heine: 1. Ich hab in meinen Jugendtagen, 2. Mir träumte, 3. Man glaubt, dass ich mich gräme, 4. Lehn Deine Wang an meine Wang, 5. Auf Flügeln des Gesangs, 6. Entflieh mit mir, 7. Wie kannst du ruhig schlafen.
- 1966: Antoine de Saint-Exupéry, 3 Gedichte: 1. Hymne auf die Stille, 2. Gebet der Einsamkeit, 3. Hymne an die Nacht
- 1966: Gesang zur Nacht, Georg Trakl (6 Gedichte Trakls für die Deutsche Grammophon Gesellschaft: 1. Confiteor, 2. Zigeuner, 3. Crucifixus, 4. Die junge Magd, 5. In ein altes Stammbuch)
- 1978: Schubertiade Hohenems, aus Goethes Werken [18]

### Hörspiele (Auswahl)
- 1954: Rip van Winkle in Rip van Winkle von Max Frisch, Regie: Gert Westphal, Produktion: NWDR
- 1954: Polybios in Herkules und der Stall des Augias von Friedrich Dürrenmatt, Regie: Gert Westphal, Produktion: NWDR
- 1954: Vorleser in Novelle von Johann Wolfgang von Goethe, Regie: Max Ophüls, Produktion: SWF, BR, RB
- 1957: Leonce in Leonce und Lena von Georg Büchner, Regie: Gert Westphal, Produktion: SWF, ISBN 3-89813-281-1.
- 1958: Perdikan in Man spielt nicht mit der Liebe von Alfred de Musset, Regie: Gert Westphal, Musik: Peter Zwetkoff, Produktion: SWF
- 1962: Raskolnikoff in Raskolnikoff von Leopold Ahlsen nach dem Roman Schuld und Sühne von Dostojewski, Regie: Hermann Wenninger, Produktion: BR, HR, SWF.

Quelle aller Werk-Listen: Robert Dachs, Oskar Werner – Ein Nachklang, Kremayr & Scheriau, ISBN 3-218-00478-0.